# Spionagehoorspel
Een spionagehoorspel is een hoorspelgenre waarin sprake is van spionage door een spion of organisatie.
Vaak is deze spionage gericht tegen een vijandelijke mogendheid, maar er kan ook sprake zijn van spionage bij een concurrent, bijvoorbeeld in het geval van bedrijfsspionage. Hoewel spionagehoorspelen net als in boeken en films een afzonderlijk genre vormen, worden ze vaak gecombineerd met elementen van andere genres zoals avontuur, misdaad of oorlog.